# Боливар (станция метро, Париж)
Боливар (фр. Bolivar) — станция линии 7bis Парижского метрополитена, расположенная в XIX округе Парижа. 

## История
Открыта 18 июля 1911 года, на полгода позже, чем само ответвление, вычлененное 3 декабря 1967 года в самостоятельную линию 7bis.
Своё название станция получила от авеню Симон Боливар, названной в свою очередь в честь героя движения Либертадор Симона Боливара. При проведении работ по реновации в 2009 году на станции была организована фотовыставка репродукций, связанных с деятельностью Боливара.
В годы Первой мировой войны станция использовалась в качестве бомбоубежища, однако при этом во время бомбардировки 11 марта 1918 года произошла трагедия, в результате которой погибли 76 человек.

Пассажиропоток по станции по входу в 2011 году, по данным RATP, составил 582 328 человек. В 2013 году этот показатель вырос до 646 310 пассажиров (297 место по данному показателю в Парижском метро).

## Галерея

Фотовыставка репродукций о Симоне Боливаре (2009)
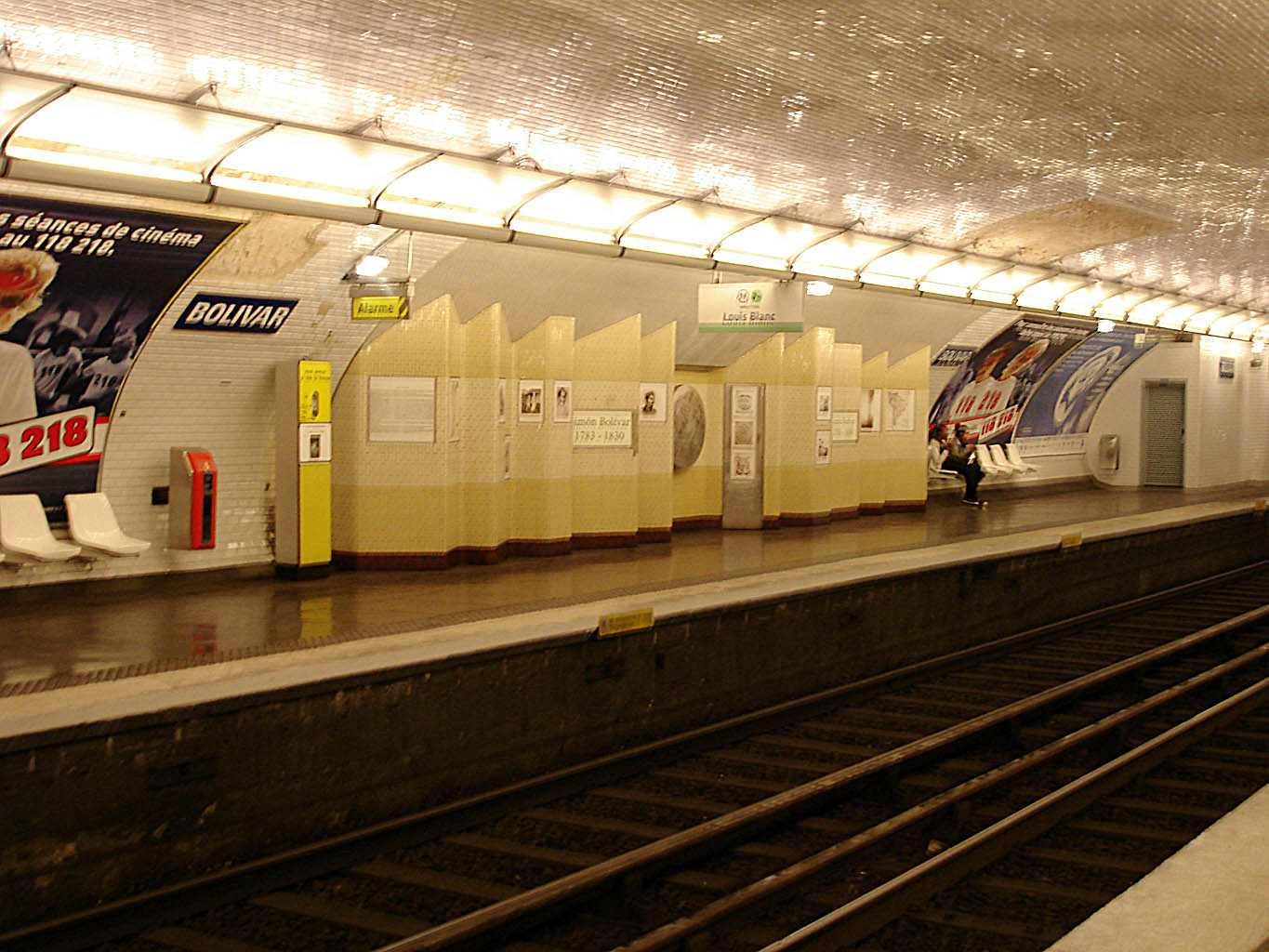
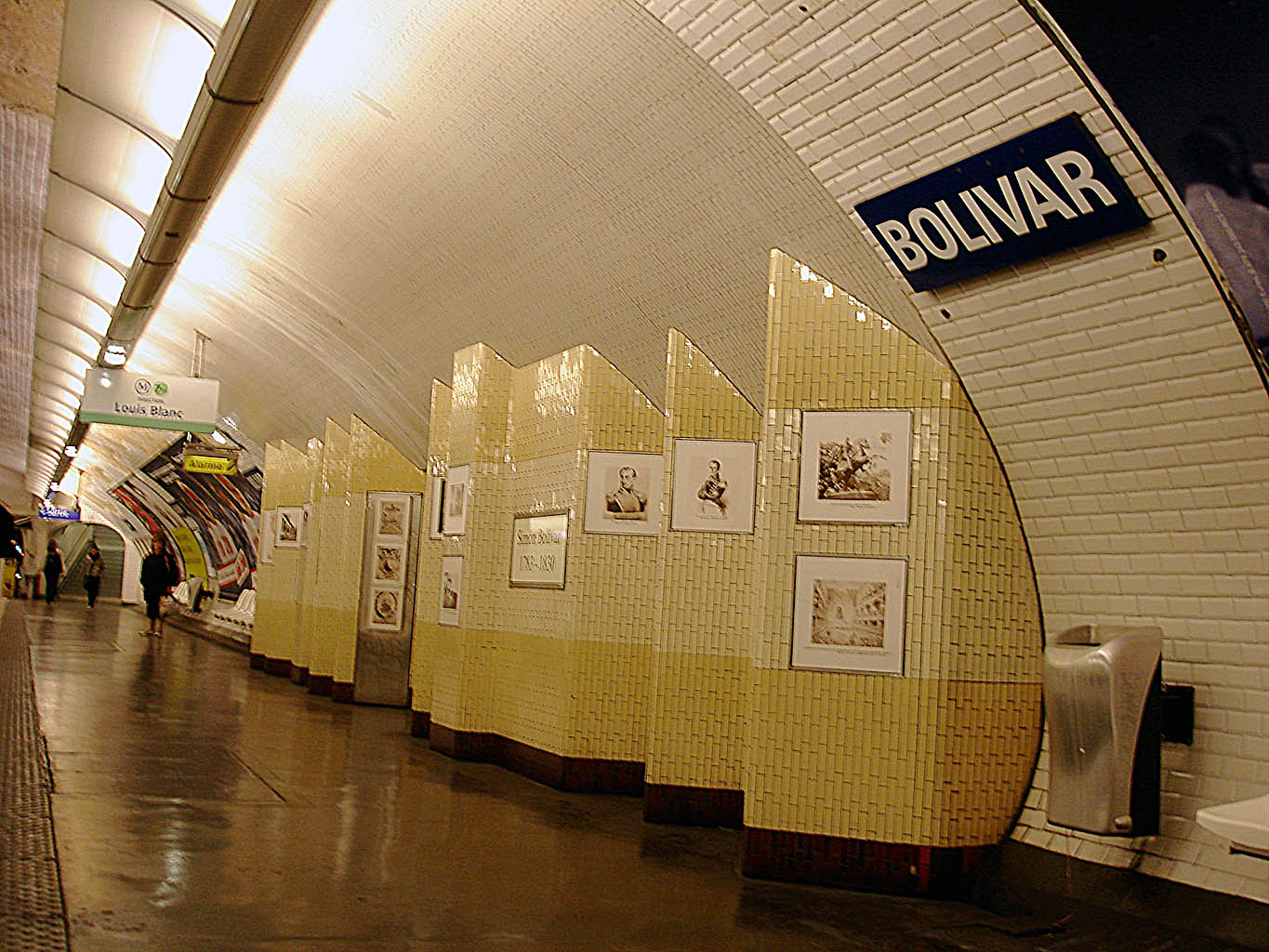
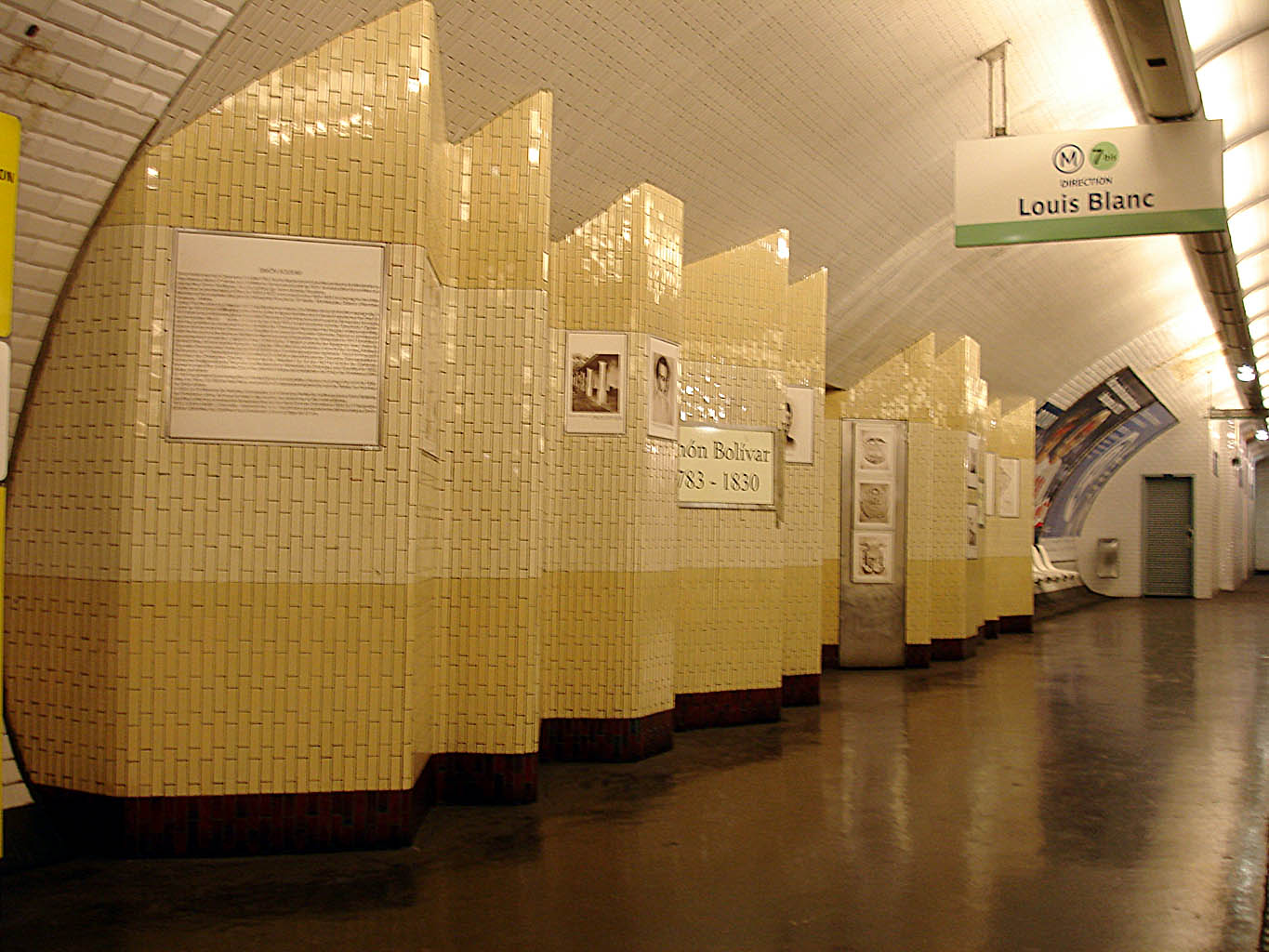
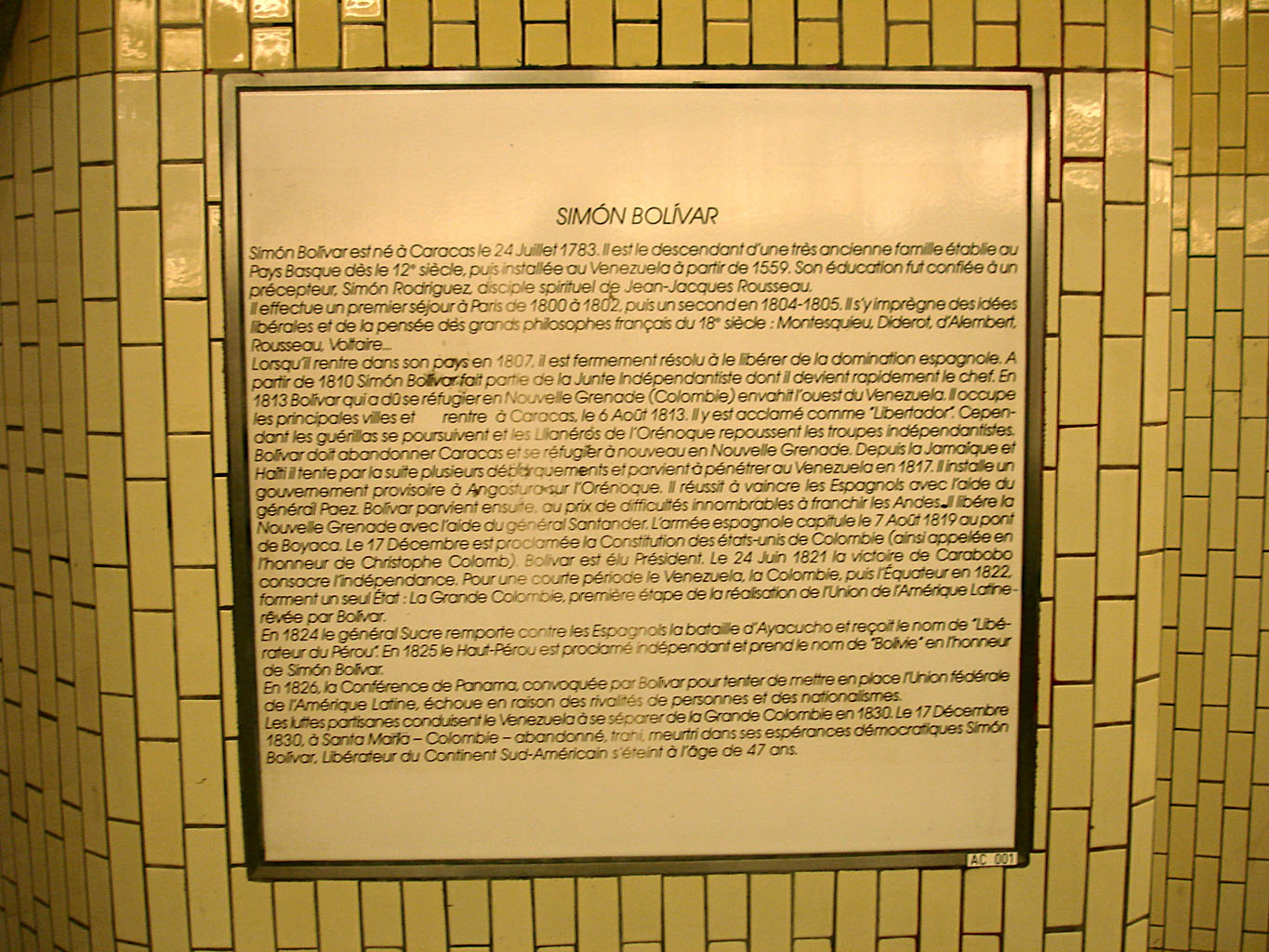

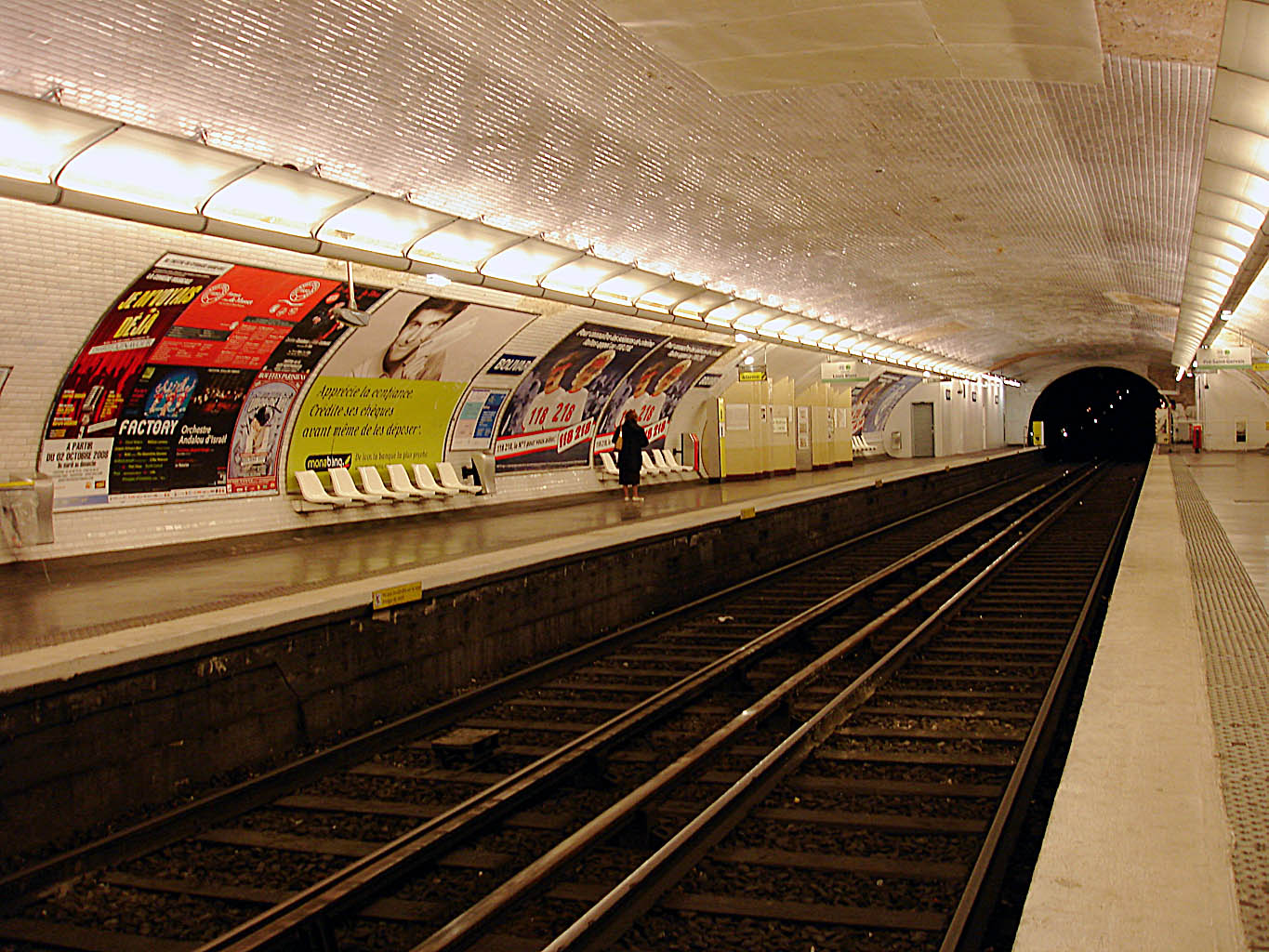
Вид на станцию
- Состав модели MF 88